# 貴人梁氏
福寧堂貴人梁氏（ふくねいどうきじんやんし、ボクニョンダン　クィインヤンシ、복녕당 귀인 양씨、1882年 - 1929年）は、朝鮮第26代国王・大韓帝国初代皇帝高宗の後宮。大韓帝国最後の皇女である徳恵翁主の生母。
実名は梁春基（りょう しゅんき、양춘기、ヤン・チュンギ）。本貫は忠州梁氏。

## 生涯
1882年に梁彦煥の娘として生まれた。1905年3月10日、徳寿宮に女官として入宮。
後に高宗の寵愛を受けるようになる。1912年5月に徳恵翁主を産むと、福寧堂の堂号を授け、従一品の貴人に封じられた。
1929年5月30日、46歳で逝去。陵墓は西三陵。

## 家族
- 父：梁彦煥（りょう げんかん、ヤン・ギョンファン、양언환）
- 母：不詳
- 夫：高宗
  - 長女：徳恵翁主（1912年 - 1989年）
  - 婿：宗武志（1908年 - 1985年）

## 登場作品
映画
- ラスト・プリンセス 大韓帝国最後の皇女（2016年、配役：パク・チュミ）